# Pilar Gamboa
Pilar Verónica Gamboa (Buenos Aires, 7 d'abril de 1980) és una actriu i dramaturga argentina. El seu salt a la fama es va produir l'any 2011 quan va ser una de les protagonistes de la telesèrie Los Únicos. Integra el grup teatral Piel de Lava, al costat d'Elisa Carricajo, Valeria Correa i Laura Paredes. En 2021 va ser reconeguda amb el Premi Konex per la seva labor com a Actriu de Teatre de la dècada.

## Filmografia

### Cinema
| Any  | Pel·lícula                          | Personatge         | Director                          | Notes         |
| ---- | ----------------------------------- | ------------------ | --------------------------------- | ------------- |
| 2007 | No porque hoy sea feriado           |                    |                                   | Curtmetratge  |
| 2009 | Todos mienten                       | Emilia             |                                   |               |
| 2009 | Música en espera                    | Viviana            | Hernán Goldfrid                   |               |
| 2010 | Lo que más quiero                   |                    |                                   |               |
| 2010 | Guillermina P.                      | Guillermina P.     |                                   | Curtmetratge  |
| 2011 | Vaquero                             | Vestuarista        | Juan Minujin                      |               |
| 2014 | La Paz                              | Exnovia            | Santiago Loza                     |               |
| 2015 | El incendio                         | Lucía              | Juan Schnitman                    |               |
| 2015 | Como funcionan casi todas las cosas | Raquel             | Fernando Salem                    | Llargmetratge |
| 2017 | La muerte de Marga Maier            |                    |                                   |               |
| 2017 | Mamá se fue de viaje                | Julia              | Ariel Winograd                    |               |
| 2017 | El futuro que viene                 | Florencia          | Constanza Novick                  |               |
| 2017 | La Otra Mujer                       | Laura              | Francisco Funes                   | Cortometraje  |
| 2018 | Las Vegas                           | Paula              | Juan Villegas                     |               |
| 2018 | Re loca                             | Valeria            | Martino Zaidelis                  |               |
| 2018 | La flor                             | Victoria / Daniela | Mariano Llinás                    |               |
| 2018 | Recreo                              | Sol                | Jazmín Stuart i Hernán Guerschuny |               |
| 2022 | 30 días con mi ex                   | Celeste            | Marcos Carnevale i Adrián Suar    |               |

### Televisió
| Any         | Títol                   | Personatge      | Canal         | Notes                                           |
| ----------- | ----------------------- | --------------- | ------------- | ----------------------------------------------- |
| 2008        | Amanda O                | Paloma          | América TV    | Elenco co-protagónico                           |
| 2010        | Para vestir santos      | Emilia          | El Trece      | Participación especial                          |
| 2011        | Los Únicos              | Violeta Morano  | El Trece      | Elenc co-protagonista                           |
| 2012        | El donante              | Mariela         | Telefe        | Participació especial                           |
| 2012 - 2013 | Tiempos compulsivos     | Sofía Muntabski | El Trece      | Protagonista                                    |
| 2013        | Farsantes               | Paola           | El Trece      | Elenc de repartiment                            |
| 2013        | Historias de corazón    | Ana             | Telefe        | Protagonista. Capítol 25: "Mentiras que duelen" |
| 2015        | Signos                  | Florencia Barón | El Trece      | Participación especial                          |
| 2015        | Conflictos modernos     | María           | Canal 9       | Protagonista. Capítol 5: "María Y María"        |
| 2017        | Amor binario            | Florencia Otero | TEC TV        | Protagonista                                    |
| 2018        | Mi hermano es un clon   | Natalia Lucero  | El Trece      | Elenc co-protagonista                           |
| 2018        | Encerrados              | Laura           | TV Pública    | Protagonista. Capítol 2: "Laundry"              |
| 2019        | Otros pecados           | Paula           | El Trece      | Protagonista. Capítol 4: "Lo Mejor del Amor"    |
| 2020        | Casi feliz              | Érica Montalvo  | Netflix       | Elenco de repartiment                           |
| 2020        | Manual de supervivencia | Pilar           | Movistar Play | Elenco de repartiment                           |

### Teatre
- La Terquedad.
- Vigilia de noche.
- Agua de Gladys Lizarazu.
- Nadar perrito.
- Remitente Lorena.
- Colores Verdaderos.
- Neblina.
- Acassuso.
- Algo de Ruido hace.
- Automáticos.
- Todos los miedos. no tomarás el nombre de dios en vano.
- Un lugar de oscura atracción.
- Agua.
- Tren.
- El pasado es un animal grotesco.
- El tiempo todo entero.
- El pasado es un animal grotesco.
- Fiktionland.
- Petróleo.

## Premis
| Any  | Premi                                            | Categoria                                            | Programa                            | Resultat   |
| ---- | ------------------------------------------------ | ---------------------------------------------------- | ----------------------------------- | ---------- |
| 2010 | BAFICI                                           | Millor actriu                                        | Lo que más quiero                   | Guanyadora |
| 2015 | Festival de Màlaga                               | Bisnaga de Plata a la millor actriu llatinoamericana | El incendio                         | Guanyadora |
| 2016 | Premi Sur                                        | Millor actriu de repartiment                         | Como funcionan casi todas las cosas | Guanyadora |
| 2015 | Premi Sur                                        | Millor actriu                                        | El incendio                         | Nominada   |
| 2016 | Premis Cóndor de Plata                           | Millor actriu                                        | El incendio                         | Nominada   |
| 2018 | Premis Cóndor de Plata                           | Millor actriu                                        | El futuro que viene                 | Nominada   |
| 2021 | Premis Cóndor de Plata                           | Millor actriu en sèrie                               | Manual de supervivencia             | Guanyadora |
| 2010 | BAFICI                                           | Millor actriu                                        | La flor                             | Guanyadora |
| 2019 | XXV Mostra de Cinema Llatinoamericà de Catalunya | Millor actriu                                        | Las Vegas                           | Guanyadora |
| 2018 | Festival de Cinema Iberoamericà de Huelva        | Millor actriu                                        | Recreo                              | Guanyadora |